# Cofradía del Santo Sepulcro (Murcia)
La Real y Muy Ilustre Cofradía del Santo Sepulcro de Nuestro Señor Jesucristo es una cofradía de culto católico de la Semana Santa de Murcia que desfila cada noche de Viernes Santo. Es una de las cofradías más antiguas de la ciudad y de hecho es considerada como la procesión "oficial" de Murcia.
Es de estilo tradicional y cuenta con un importante número de imágenes de Juan González Moreno, quizás el mejor escultor murciano del siglo XX. También procesiona la última imagen de Francisco Salzillo de toda la Semana Santa de Murcia, el Santísimo Cristo de Santa Clara la Real.

## Historia
Es una de las cofradías más antiguas de la ciudad. Su origen se podría remontar a la procesión del Santo Entierro que salió desde 1570 aproximadamente de la Iglesia de Nuestra Señora de Gracia y Buen Suceso (actual San Juan de Dios), teniendo como titulares a las actuales imágenes de la Cofradía del Yacente.
Un pleito con los frailes hospitalarios llevaría a que en 1695 se trasladaran al hoy desaparecido convento de San Francisco, perdiendo sus titulares y debiendo encargar un nuevo cristo yacente al escultor e imaginero Nicolás de Bussy.
En 1800 quedaron aprobadas sus actuales constituciones. En 1820 comienza su vinculación con los comerciantes de Murcia al constituirse la llamada Concordia del Santo Sepulcro por la que éstos eran los encargados de sufragar la procesión. Hoy día la camarería del paso titular la sigue ostentando la Cámara de Comercio de Murcia en recuerdo de aquella vinculación.
En 1838, como consecuencia de la desamortización del convento de los franciscanos que le servía de sede, la cofradía comenzó un periplo por diversos emplazamientos. Hasta 1846 estuvo en la iglesia del convento de Verónicas, entre ese año y 1866 pisó por primera vez la iglesia de San Bartolomé (su actual sede), y entre este último y 1884 residió en la Iglesia de Santo Domingo, acabando definitivamente y hasta el día de hoy en San Bartolomé, sede también de la Cofradía de Servitas, cuyo titular participó en la procesión del Sepulcro entre 1902 y 1931, quedando asociadas a partir de este último año hasta 1996.
En 1896 el escultor Juan Dorado realizó un trono especial para el cristo titular de Bussy de atrevida y espectacular composición, paso que popularmente fue denominado como La Cama. El conjunto de la obra fue destruida en la Guerra Civil por lo que en 1941 se sustituyó por uno nuevo de Juan González Moreno que representa la escena de la introducción de Jesús en el Sepulcro, siendo una de las primeras obras pasionales del autor.
En 1949 se creó una hermandad semiindependiente en su seno, la del Cristo de la Misericordia, cuya imagen se trasladaba cada Martes Santo a San Bartolomé para participar en la procesión del Viernes Santo. En 1975 quedó como institución independiente, saliendo desde San Esteban.

## Pasos y hermandades
La cofradía tiene 6 hermandades, la primera no cuenta con paso (la Hermandad de la Cruz-Guion), y las otras cinco ya van acompañadas de sus respectivos tronos. Son las siguientes, por orden de salida en procesión:
- Santísimo Cristo de Santa Clara la Real (De la Buena Muerte). Francisco Salzillo, 1770. Última imagen de Salzillo que desfila en la Semana Santa de Murcia. Preside la Hermandad llamada de los Maristas al estar formada por muchos exalumnos de esa institución docente.
- Santísima Virgen de la Amargura. Juan González Moreno, esculpida en 1944, aunque procesionó por primera vez en 1946. Bella imagen de una virgen sedente delante de una cruz con sudario. El trono es una destacada obra de Juan Lorente Sánchez, realizado en 1982.
- Santo Sepulcro. Juan González Moreno, 1941. Una de las primeras obras pasionales del autor. El trono es de Juan Lorente Sánchez realizado en 1980 que cuenta en las esquinas con tallas de los cuatro evangelistas y sus atributos, además de relieves en sus lados que representan el antiguo paso del Sepulcro de Dorado. Se trata de uno de los tronos más pesados de la Semana Santa de Murcia. Delante de la Hermandad desfila una representación de todas las cofradías de la ciudad, tanto de gloria como de pasión con sus respectivas túnicas
- San Juan Evangelista. Juan González Moreno, 1952. Obra de madurez de González Moreno, va sobre trono de Lorente Sánchez de 1970.
- Santísima Virgen de la Soledad. Anónima, siglo XVIII. Imagen más antigua que conserva la Cofradía, originaria del antiguo convento de Justinianas de Madre de Dios. Posee un manto realizado en 1891 en el obrador de Francisco de Asís Serra. El trono es destacada obra de Juan Lorente Sánchez de 1983.

## Vestimenta
Los penitentes llevan túnica de terciopelo negra con capuz en raso del mismo color. Llevan fajines en la cintura de distintos colores según la hermandad (o cíngulo en lugar de fajín como en la hermandad del Cristo de la Buena Muerte) y el escudo de la cofradía en el antifaz del capuz (a excepción de la Hermandad de la Soledad que lleva el escudo de la propia hermandad), calzando sandalias. Los estantes llevan la típica túnica huertana del mismo color, pero no de terciopelo sino de tergal, calzando esparteñas de carretero.
Aunque estamos ante una cofradía de estilo tradicional sus mayordomos van con la cara tapada a excepción de los que van en presidencia -que cuentan con la indumentaria habitual murciana-. Los mayordomos también se diferencian al llevar cínculo en la cintura y no fajín.

## Itinerario
Plaza de San Bartolomé, Esteve Mora, Calderón de la Barca, pl. Santa Gertrudis, Fernández Ardavín, plaza de Romea, Echegaray, Santa Clara, plaza Santo Domingo, Trapería, pl. Hernández Amores, Nicolás Salzillo, plaza del Cardenal Belluga, Arenal, Glorieta de España, Tomás Maestre, pl. Martínez Tornel, Jara Carrillo, pl. San Pedro, Cristo de la Esperanza, pl. de las Flores, pl. Santa Catalina, Santa Catalina, plaza de San Bartolomé.